# Pituophis catenifer
Espèce
Synonymes
- Coluber catenifer Blainville, 1835
- Coluber sayi Schlegel, 1837
- Pituophis affinis Hallowell, 1852
- Pituophis annectens Baird & Girard, 1853
- Elaphis reticulatus Duméril, Bibron & Duméril, 1854
- Pituophis catenifer coronalis Klauber, 1946

Statut de conservation UICN

 LC  : Préoccupation mineure
Pituophis catenifer  est une espèce de serpents de la famille des Colubridae. En français, elle peut être nommée Couleuvre à nez mince, Serpent-taupe ou Serpent-taureau.

## Répartition
Cette espèce se rencontre dans le sud-ouest du Canada, dans l'ouest des États-Unis et dans le nord du Mexique.

## Description

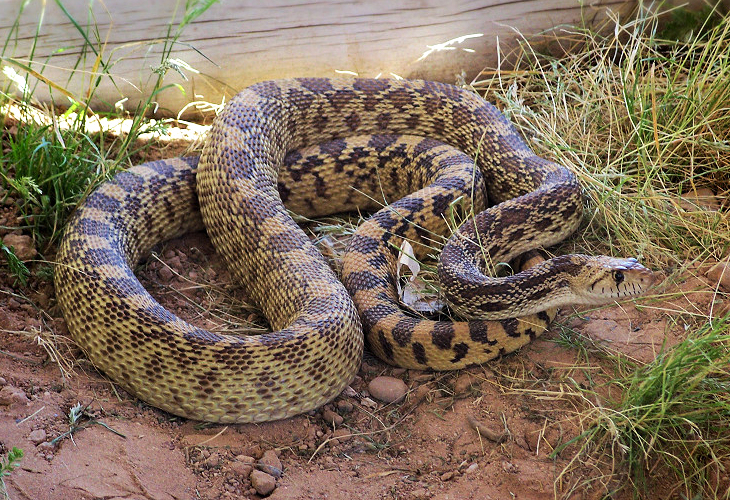
Pituophis catenifer sayi

Ce serpent mesure entre 90 et 210 cm de long. C'est un serpent constricteur non venimeux. Bluffeur  comme serpent à sonnette, il fait vibrer sa queue quand il se sent en danger alors qu'il ne mord que rarement (surtout s'il n'a pas d'autre choix). Il est plutôt couleur sable ou beige et peut avoir des dégradés de couleurs. Les jeunes sont très clairs (presque blancs). Les écailles de couleur claire permettent de se cacher dans le sable sans être vu par des prédateurs. C'est une espèce de serpent fouisseur.

## Liste des sous-espèces
Selon The Reptile Database (17 décembre 2013) :
- Pituophis catenifer affinis Hallowell, 1852
- Pituophis catenifer annectens Baird & Girard, 1853
- Pituophis catenifer bimaris Klauber, 1946
- Pituophis catenifer catenifer (Blainville, 1835)
- Pituophis catenifer deserticola Stejneger, 1893
- Pituophis catenifer fulginatus Klauber, 1946
- Pituophis catenifer insulanus Klauber, 1946
- Pituophis catenifer pumilus Klauber, 1946
- Pituophis catenifer sayi (Schlegel, 1837)

## Publications originales
- Baird & Girard, 1853 : Catalogue of North American Reptiles in the Museum of the Smithsonian Institution. Part 1.-Serpents. Smithsonian Institution, Washington, p. 1-172 (texte intégral).
- Blainville, 1835 : Description de quelques espèces de reptiles de la Californie précédée de l’analyse d’un système général d’herpétologie et d’amphibiologie. Nouvelles Annales du Muséum d'Histoire Naturelle, vol. 4, p. 233-296 (texte intégral).
- Hallowell, 1852 : Descriptions of new species of reptiles inhabiting North America. Proceedings of the Academy of Natural Sciences of Philadelphia, vol. 6, p. 177-182 (texte intégral).
- Klauber, 1946 : The gopher snakes of Baja California, with descriptions of new subspecies of Pituophis catenifer. Transactions of the San Diego Society of Natural History, vol. 11, no 1, p. 1-40 (texte intégral).
- Klauber, 1946 : A new gopher snake (Pituophis) from Santa Cruz Island, California. Transactions of the San Diego Society of Natural History, vol. 11, no 2, p. 41-48 (texte intégral).
- Schlegel, 1837 : Essai sur la physionomie des serpens, La Haye, J. Kips, J. HZ. et W. P. van Stockum, vol. 1 (texte intégral) et vol. 2 (texte intégral).
- Stejneger, 1893 : Annotated list of the reptiles and batrachians collected by the Death Valley Expedition in 1891, with descriptions of new species. North American Fauna, vol. 7, p. 159-228 (texte intégral).